# Bristol Rovers Football Club
Maillots
Actualités
Le Bristol Rovers Football Club est un club de football anglais fondé en 1883. Le club, basé à Bristol, évolue lors de la saison 2025-2026 en League Two (quatrième division anglaise).

## Repères historiques
- Fondé en 1883, le club adopte un statut professionnel en 1897 et rejoint la League en 1920 (Division 3).

Bristol est la sixième plus grande ville d'Angleterre, avec 416 400 habitants, mais n'a pas encore connu son moment de gloire en football, que ce soit avec Bristol Rovers ou avec l'autre club de la ville, Bristol City. Les supporters de ces deux clubs attendent ce moment avec impatience comme le prouve l'engouement notable lors de bonnes performances en Coupe ou en Championnat.
Le club est entré dans l'histoire de la Football League le 13 avril 1936 quand, à l'occasion d'un match perdu 12-0 contre Luton Town, l'attaquant adverse Joe Payne devient le joueur ayant marqué le plus de buts en un seul match de Football League, avec 10 réalisations.
À l'issue de la saison 2015-16 le club est promu en EFL League One (troisième division anglaise).
À l'issue de la saison 2020-21, le club est relégué en EFL League Two (quatrième division anglaise).
À l'issue de la saison 2021-22 le club est promu en EFL League One.
À l'issue de la saison 2024-25, le club est relégué en EFL League Two (quatrième division anglaise).

## Palmarès et records

### Palmarès
- Vainqueur des barrages du championnat d'Angleterre D4 : 2007
- Champion d'Angleterre D3 : 1990.
- Vice-champion d'Angleterre D3 : 1974.
- Champion d'Angleterre D3-Sud : 1953.

### Bilan saison par saison
|           | 0I0 | 0II0 | III | IV | V | Points | J  | V  | N  | D  | B.p. | B.c. | Diff. |
| --------- | --- | ---- | --- | -- | - | ------ | -- | -- | -- | -- | ---- | ---- | ----- |
| 2021-2022 |     |      |     | 3  |   | 80 pts | 46 | 23 | 11 | 12 | 71   | 49   | 22    |
| 2020-2021 |     |      | 24  |    |   | 38 pts | 46 | 10 | 8  | 28 | 40   | 70   | -30   |
| 2019-2020 |     |      | 14  |    |   | 45 pts | 35 | 12 | 9  | 14 | 38   | 49   | -11   |
| 2018-2019 |     |      | 15  |    |   | 54 pts | 46 | 13 | 15 | 18 | 47   | 50   | -3    |
| 2017-2018 |     |      | 13  |    |   | 59 pts | 46 | 16 | 11 | 19 | 60   | 66   | -6    |
| 2016-2017 |     |      | 10  |    |   | 66 pts | 46 | 18 | 12 | 16 | 68   | 70   | -2    |
| 2015-2016 |     |      |     | 3  |   | 85 pts | 46 | 26 | 7  | 13 | 77   | 46   | +36   |
| 2014-2015 |     |      |     |    | 2 | 91 pts | 46 | 25 | 16 | 5  | 73   | 34   | +39   |
| 2013-2014 |     |      |     | 23 |   | 50 pts | 46 | 12 | 14 | 20 | 43   | 54   | -11   |
| 2012-2013 |     |      |     | 14 |   | 60 pts | 46 | 16 | 12 | 18 | 60   | 69   | -9    |
| 2011-2012 |     |      |     | 13 |   | 57 pts | 46 | 15 | 12 | 19 | 60   | 70   | -10   |
| 2010-2011 |     |      | 22  |    |   | 45 pts | 46 | 11 | 12 | 23 | 48   | 82   | -34   |
| 2009-2010 |     |      | 11  |    |   | 62 pts | 46 | 19 | 5  | 22 | 59   | 70   | -11   |
| 2008-2009 |     |      | 11  |    |   | 63 pts | 46 | 17 | 12 | 17 | 79   | 61   | +18   |
| 2007-2008 |     |      | 16  |    |   | 53 pts | 46 | 12 | 17 | 17 | 45   | 53   | -8    |
| 2006-2007 |     |      |     | 6  |   | 72 pts | 46 | 20 | 12 | 14 | 49   | 42   | +7    |
| 2005-2006 |     |      |     | 12 |   | 60 pts | 46 | 17 | 9  | 20 | 59   | 67   | -8    |
| 2004-2005 |     |      |     | 12 |   | 60 pts | 46 | 13 | 21 | 12 | 60   | 57   | +3    |
| 2003-2004 |     |      |     | 15 |   | 55 pts | 46 | 14 | 13 | 19 | 50   | 61   | -11   |
| 2002-2003 |     |      |     | 20 |   | 51 pts | 46 | 12 | 15 | 19 | 50   | 57   | -7    |
| 2001-2002 |     |      |     | 23 |   | 45 pts | 46 | 11 | 12 | 23 | 40   | 60   | -20   |
| 2000-2001 |     |      | 21  |    |   | 51 pts | 46 | 12 | 15 | 19 | 53   | 57   | -4    |

## Joueurs et personnalités du club

### Entraîneurs
Le tableau suivant présente la liste des entraîneurs du club depuis 1899.
| Rang | Nom               | Période   |
| ---- | ----------------- | --------- |
| 1    | Alfred Homer      | 1899-1920 |
| 2    | Ben Hall          | 1920-1921 |
| 3    | Andrew Wilson     | 1921-1926 |
| 4    | Joe Palmer        | 1926-1929 |
| 5    | David McLean      | 1929-1930 |
| 6    | Albert Prince-Cox | 1930-1936 |
| 7    | Percy Smith       | 1936-1937 |
| 8    | Brough Fletcher   | 1938-1950 |
| 9    | Bert Tann         | 1950-1968 |
| 10   | Fred Ford         | 1968-1969 |
| 11   | Bill Dodgin, Sr.  | 1969-1972 |
| 12   | Don Megson        | 1972-1977 |

| Rang | Nom             | Période   |
| ---- | --------------- | --------- |
| 13   | Bobby Campbell  | 1977-1979 |
| 14   | Harold Jarman   | 1979-1980 |
| 15   | Terry Cooper    | 1980-1981 |
| 16   | Ron Gingell     | 1981      |
| 17   | Bobby Gould     | 1981-1983 |
| 18   | David Williams  | 1983-1985 |
| 19   | Bobby Gould     | 1985-1987 |
| 20   | Gerry Francis   | 1987-1991 |
| 21   | Martin Dobson   | 1991      |
| 22   | Dennis Rofe     | 1991-1992 |
| 23   | Malcolm Allison | 1992-1993 |
| 24   | Steve Cross     | 1993      |

| Rang | Nom                              | Période   |
| ---- | -------------------------------- | --------- |
| 25   | John Ward                        | 1993-1996 |
| 26   | Ian Holloway                     | 1996-2001 |
| 27   | Garry Thompson                   | 2001      |
| 28   | Gerry Francis                    | 2001      |
| 29   | Garry Thompson                   | 2001-2002 |
| 30   | Phil Bater                       | 2002      |
| 31   | Ray Graydon                      | 2002-2004 |
| 32   | Phil Bater                       | 2004      |
| 33   | Russell Osman & Kevan Broadhurst | 2004      |
| 34   | Ian Atkins                       | 2004-2005 |
| 35   | Paul Trollope                    | 2005-2010 |
| 36   | Darren Patterson                 | 2010-2011 |
| 37   | Dave Penney                      | 2011      |
| 38   | Stuart Campbell                  | 2011      |

| Rang | Nom               | Période   |
| ---- | ----------------- | --------- |
| 39   | Paul Buckle       | 2011-2012 |
| 40   | Shaun North       | 2012      |
| 41   | Mark McGhee       | 2012      |
| 42   | John Ward         | 2012-2014 |
| 43   | Darrell Clarke    | 2014-2018 |
| 44   | Graham Coughlan   | 2018-2019 |
| 45   | Joe Dunne         | 2019      |
| 46   | Kevin Maher       | 2019      |
| 47   | Ben Garner        | 2019-2020 |
| 48   | Ben Garner        | 2019-2020 |
| 49   | Tommy Widdrington | 2020      |
| 50   | Paul Tisdale      | 2020-2021 |
| 51   | Tommy Widdrington | 2021      |
| 52   | Joey Barton       | 2021-2023 |
| 53   | Matt Taylor       | 2023-2024 |

### Joueurs emblématiques
- Bradley Allen
- Alan Ball
- Mick Channon
- Jamie Clapham
- Ronnie Dix
- Ian Holloway
- Rickie Lambert
- Nigel Martyn
- Darren Peacock
- Marcus Stewart
- Joe Haverty
- Gary Waddock
- David McCracken
- Barry Hayles
- Jason Roberts
- Junior Agogo
- Vitālijs Astafjevs